# Central Potter (Dakota del Sur)
Central Potter es un territorio no organizado ubicado en el condado de Potter en el estado estadounidense de Dakota del Sur. En el Censo de 2010 tenía una población de 235 habitantes y una densidad poblacional de 0,34 personas por km².

## Geografía
Central Potter se encuentra ubicado en las coordenadas 45°3′51″N 99°56′59″O / 45.06417, -99.94972. Según la Oficina del Censo de los Estados Unidos, Central Potter tiene una superficie total de 685.88 km², de la cual 677.57 km² corresponden a tierra firme y (1.21%) 8.31 km² es agua.

## Demografía
Según el censo de 2010, había 235 personas residiendo en Central Potter. La densidad de población era de 0,34 hab./km². De los 235 habitantes, Central Potter estaba compuesto por el 97.87% blancos, el 0% eran afroamericanos, el 0% eran amerindios, el 0.43% eran asiáticos, el 0% eran isleños del Pacífico, el 1.7% eran de otras razas y el 0% pertenecían a dos o más razas. Del total de la población el 2.13% eran hispanos o latinos de cualquier raza.